# دیری فارم
دیری فارم (انگلیسی: Dairy Farm) شرکت خرده‌فروشی هنگ کنگی است، که در سال ۱۸۸۶ توسط پل چاتر و پاتریک منسون تأسیس شد.